# Majella (Gebirge)
Die Majella ist ein Bergmassiv in den Abruzzen im Mittelitalien. Es liegt an der Grenze der Provinzen Chieti, Pescara und L’Aquila. Sein höchster Gipfel, der Monte Amaro, ist mit 2793 m der zweithöchste Gipfel der Apenninen und wurde 1873 erstmals bestiegen. Weitere zugehörige Gipfel sind der Monte Acquaviva (2737 m), Monte Focalone (2676 m), Monte Rotondo (2656 m), Monte Macellaro (2646 m), Pesco Falcone (2546 m), Cima delle Murelle (2598 m). Benachbart sind die Berggruppen des Monte Morrone, Monte Porrara und Monte Pizzi.
Das Bergmassiv bildet den Mittelpunkt des Nationalparks Majella. Es enthält Hochebenen von bis zu 2500 m Höhe, tief eingeschnittene Täler und Schluchten, eingegraben durch Flüsse wie den Orfento, den Foro und andere. Der Eiswasserfall Il Principiante auf 1600 m Höhe stürzt 25 Meter hinab.
Im Majella-Gebirge befindet sich der 2100 m hohe Gipfel des Blockhaus. Der ungewöhnliche Name stammt aus dem 19. Jahrhundert, als es in Italien als modern galt, für militärische Begriffe deutsche Namen zu verwenden. Zur Bekämpfung der im unzugänglichen Majella-Gebiet festgesetzten Briganten errichtete man auf dem Gipfel einen Polizeiposten, der im „Blockhaus“ untergebracht war. Heute ist der Berghang ein Skigebiet. Daneben war die Straße zum Blockhaus auch mehrfach Etappenzielort beim Giro d’Italia. So endete die 17. Etappe des Giro d’Italia 2009 und die 9. Etappe des Giro d’Italia 2022 am Blockhaus. Auch beim Giro d’Italia Donne 2024 führt eine Bergankunft zum Blockhaus.